# Carl August Knoderer

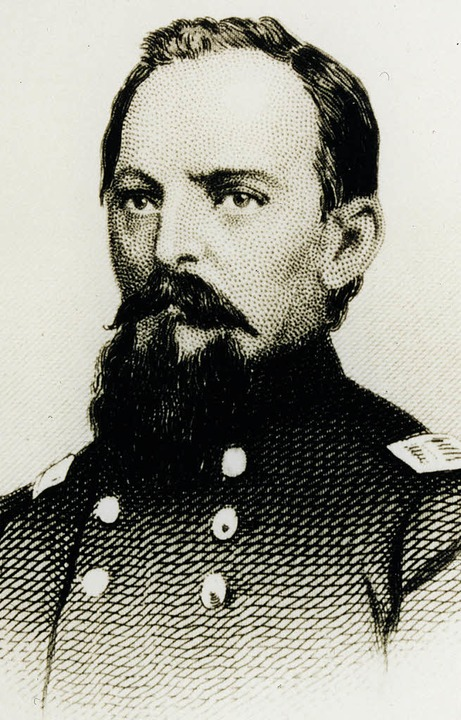
Charles A. Knoderer

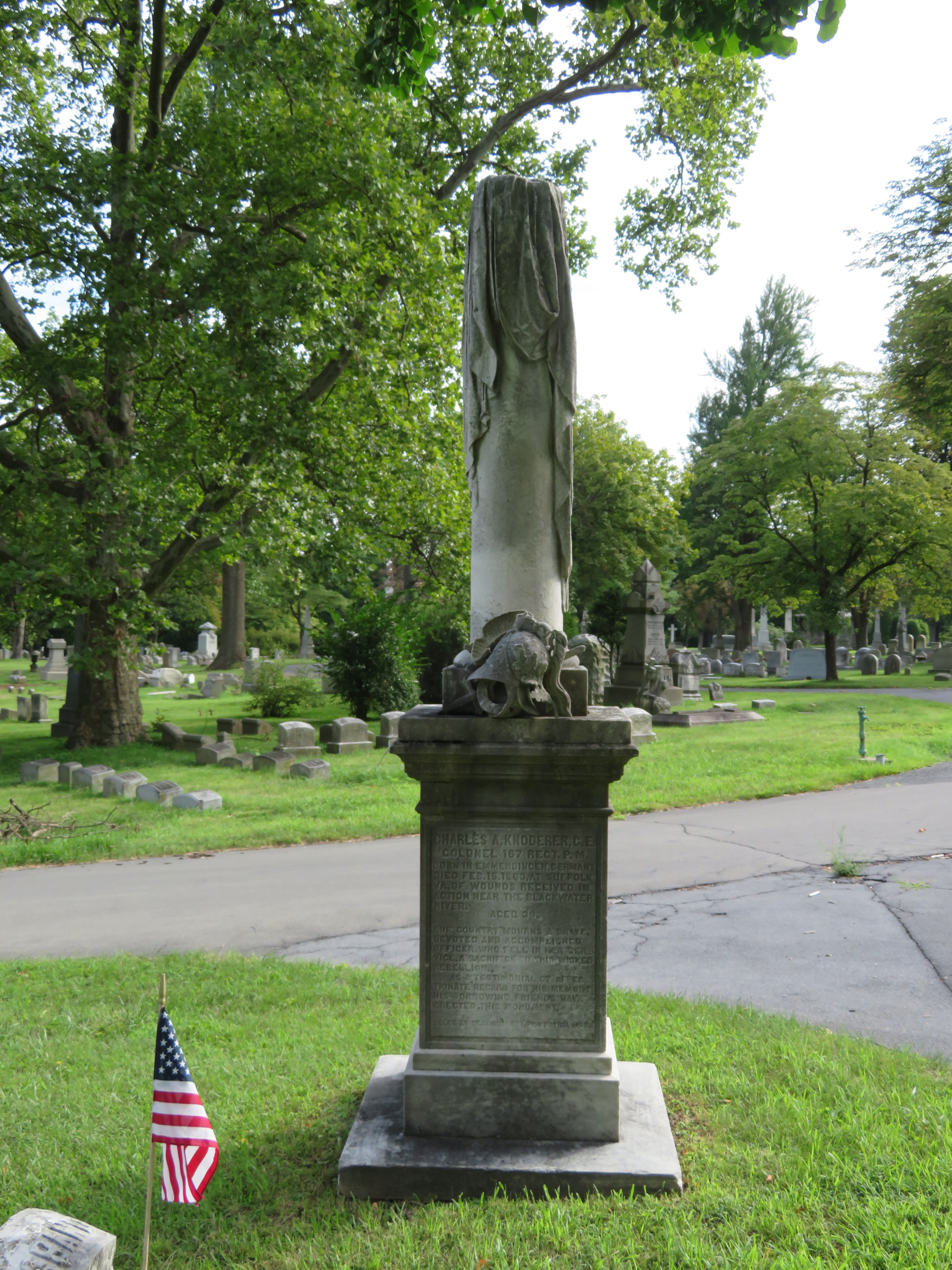
Grabmonument auf dem Charles Evans Friedhof in Reading, PA

Carl August Knoderer (* 26. März 1824 in Emmendingen; † 15. Februar 1863 in Suffolk (Virginia)) war ein Revolutionär während der Märzrevolution von 1848/1849 und Oberst während des Amerikanischen Bürgerkrieges.

## Leben
Carl August Knoderer studierte am Polytechnikum in Karlsruhe, wo er 1843 Mitglied der Burschenschaft Teutonia wurde. Danach leistete er seinen Militärdienst ab und wurde Leutnant. Später arbeitete er als Ingenieur im Staatsdienst. Knoderer nahm am badischen Aufstand teil und floh danach in die Vereinigten Staaten.
Im Jahr 1849 kam Knoderer nach Reading (Berks County, Pennsylvania). 1861 meldete er sich freiwillig zur Armee bei der 167 Pennsylvania Infantry und wurde Hauptmann im Stab von Franz Sigel. Dabei nahm er am Missouri-Feldzug von General John C. Frémont teil. Bei einem Angriff am 29. Januar 1863 im Rahmen des Battle of Deserted House wurde Knoderer durch einen Granatsplitter verwundet. Er wurde zum Regimentshospital nach Suffolk gebracht, wo er später verstarb. Die Beisetzung erfolgte auf dem Charles-Evans-Friedhof in Reading, wo sein Grabmonument erhalten ist.